# 特龙德
特龙德（法語：Trondes，法語發音：[tʁɔ̃d]）是法国默尔特-摩泽尔省的一个市镇，位于该省西南部，属于图勒区。

## 地理
特龙德（48°42'57"N, 5°46'21"E）面积12.64 平方千米，位于法国大東部大區默尔特-摩泽尔省，该省份为法国东北部内陆省份，是洛林的一部分，北邻比利时、卢森堡，北起顺时针与摩泽尔省、下莱茵省、孚日省和默兹省接壤。
与特龙德接壤的市镇（或旧市镇、城区）包括：布克、富镇、拉涅、拉讷沃维尔-代里耶尔富、吕塞、鲁瓦约梅、桑泽、默兹河畔帕尼、特鲁塞。

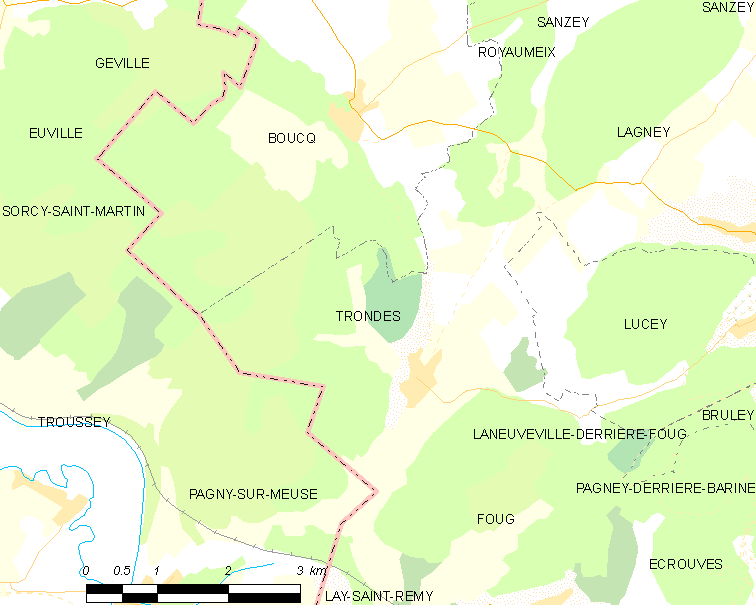
特龙德的OSM定位图

特龙德的时区为UTC+01:00、UTC+02:00（夏令时）。

## 行政
特龙德的邮政编码为54570，INSEE市镇编码为54534。

## 政治
特龙德所属的省级选区为北图卢瓦县。

## 人口

1962-2008年间特龙德人口变化图示

特龙德于2022年1月1日时的人口数量为521人。